# Calcio ai XV Giochi del Mediterraneo - Qualificazioni gruppo A
Tutte le partite relative alle qualificazioni del Gruppo A per il torneo di calcio ai XV Giochi del Mediterraneo si svolsero allo stadio di Roquetas de Mar.

## Classifica
| Gruppo A | Gruppo A | Gruppo A | Gruppo A | Gruppo A | Gruppo A | Gruppo A | Gruppo A | Gruppo A |
| Squadra  | G        | V        | N        | P        | F        | S        | DR       | PT       |
| -------- | -------- | -------- | -------- | -------- | -------- | -------- | -------- | -------- |
| Italia   | 3        | 1        | 1        | 0        | 3        | 0        | +3       | 4        |
| Libia    | 3        | 1        | 0        | 0        | 1        | 3        | -2       | 3        |
| Marocco  | 3        | 0        | 1        | 1        | 0        | 1        | -1       | 1        |

## Incontri
| Arbitro: | Julián Rodríguez Santiago |

|                                      |           |  |
| Vantaggiato 34’ Iunco 79’ Masini 90’ | Marcatori |  |

| Arbitro: | Ioannis Tsachilidis |

|  |           |                   |
|  | Marcatori | 38’ El Khatroushi |

| Roquetas de Mar 27 giugno 2005 | Italia                   | 0 – 0 | Marocco | Stadio Antonio Peroles\| Arbitro: \| Alberto Undiano Mallenco \| |
| Arbitro:                       | Alberto Undiano Mallenco |       |         |                                                                  |